# Siptionella
Siptionella is een uitgestorven monotypisch geslacht van tweekleppigen uit de  familie van de Parallelodontidae.

## Soort
- Siptionella prompta (Berezovsky, 2002) †